# Жабиці
Жабиці — село в Новгородському районі Новгородської області Росії. Входить до складу Новоселицького сільського поселення. 
Село розташоване на правобережжі річки Мста, за 13 км на північний схід від адміністративного центру сільського поселення — села Новоселиці. Неподалік, на південь від Жабиць, розташоване село Бараниха, на схід, за 2 км — село Любитове, а на протилежному — лівому березі Мсти села: Чурилова і Смуги.

## Історія
Після скасування Новгородської губернії село входило до складу Бараниховскої сільради.

## Транспорт
У село є автомобільна дорога. Є також пряме безпересадкове автобусне сполучення (маршрут № 127) з обласним центром — Великим Новгородом.
Вулиці: Нікольська, провулок Піщаний.

## Посилання

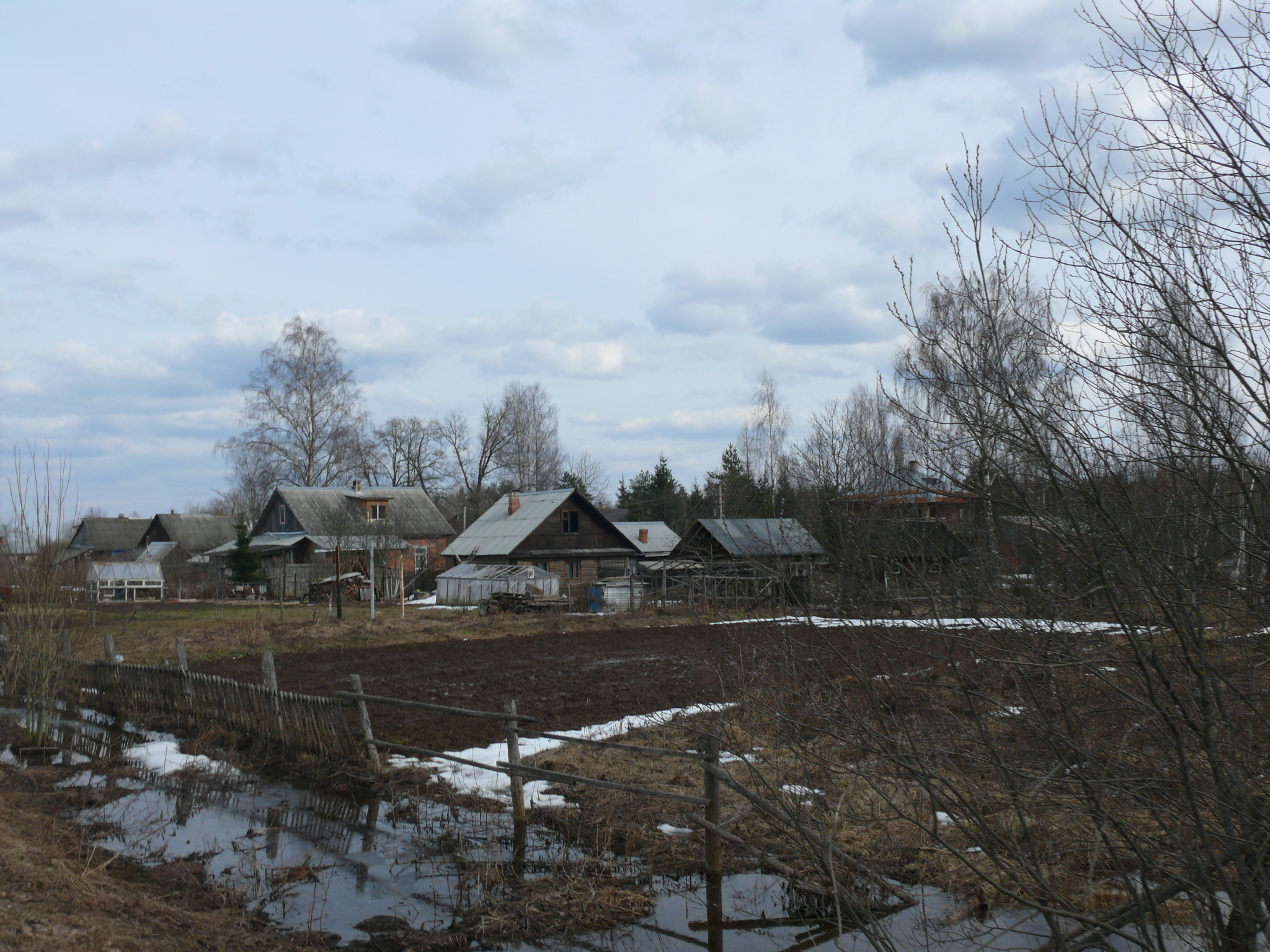
Весна в Жабицях